# Ам сир Мез
Ам сир Мез (фр. Ham-sur-Meuse) насеље је и општина у североисточној Француској у региону Шампањ-Арден, у департману Ардени која припада префектури Шарлвил Мезјер.
По подацима из 2011. године у општини је живело 252 становника, а густина насељености је износила 40,71 становника/km². Општина се простире на површини од 6,19 km². Налази се на средњој надморској висини од 110 метара.

## Демографија
| 1962. | 1968. | 1975. | 1982. | 1990. | 1999. | 2011. |
| ----- | ----- | ----- | ----- | ----- | ----- | ----- |
| 161   | 193   | 187   | 202   | 229   | 246   | 252   |

График промене броја становника у току последњих година